# Kristin Krone
Kristin Elizabeth Krone (Sacramento, 17 giugno 1968) è un'ex sciatrice alpina statunitense.

## Biografia
Specialista delle prove veloci, la Krone debuttò in campo internazionale in occasione dei XV Giochi olimpici invernali di Calgary 1988, dove si classificò 20ª nella discesa libera, 32ª nel supergigante e 17ª nella combinata. Ai Mondiali di Vail 1989 si giunse 14ª nella combinata, suo unico piazzamento iridato; in Coppa del Mondo ottenne il primo piazzamento il 25 febbraio dello stesso anno a Steamboat Springs in supergigante (14ª) e il miglior risultato il 14 marzo 1991 a Vail in discesa libera (4º); l'anno dopo ai XVI Giochi olimpici invernali di Albertville 1992, sua ultima presenza olimpica, non concluse la combinata. Si ritirò durante la stagione 1991-1992 e il suo ultimo piazzamento agonistico fu il 29º posto ottenuto nel supergigante di Coppa del Mondo disputato il 26 gennaio a Morzine.

## Palmarès

### Coppa del Mondo
- Miglior piazzamento in classifica generale: 49ª nel 1991

### Nor-Am Cup
- Vincitrice della classifica di supergigante nel 1989[senza fonte]

### Campionati statunitensi
- 3 medaglie (dati parziali):
  - 2 ori (supergigante, combinata[1][2] nel 1989)
  - 1 bronzo (discesa libera[2] nel 1989)